# AAA Vision
L'AAA Vision est un monoplan à aile basse cantilever et train classique fixe faisant largement appel aux matériaux composites. Cet appareil biplace côte à côte de sport a été dessiné par Steve Rahm, dans le but de proposer au constructeur amateur débutant, un avion économique, offrant un niveau élevé de performances. La réalisation du prototype [N96HR], qui a volé en 1996, a couté moins de 6 000 $ US (sans le moteur). Équipé à l’origine d’un moteur Subaru de 100 ch, il a reçu fin 2002 un Lycoming O-235 et un train tricycle.

## Développements
Un second appareil [N2VN] a suivi en 1997 avec un moteur Lycoming O-320 de 160 ch et une voilure modifiée, dite voilure EX (7,82 m d’envergure pour 8,9 m2), l’aile d’origine étant désignée SP. La commercialisation des plans a ensuite été lancée par AAA, les liasses comportant plusieurs options :
- La capacité de carburant standard est de 83 litres, mais il est possible de la porter à 207 litres (151 en voilure et 56 dans le fuselage).* élément B
- Le cockpit a une largeur standard de 1 m au niveau des coudes, mais il est possible la porter à 1,12 m, tout comme il est possible de relever la hauteur du cockpit de 7 cm… ceci afin de tenir compte du gabarit moyen des pilotes américains !

Début 2007 on trouvait 4 Vision sur le registre civil américain [N96HR, N2VN, N129DC, N115FS], une dizaine d’autres étant en construction, y compris une version SSP réalisée par Paul Hastings.
Vers un quadriplace : Deux autres constructeurs amateurs américains, Tony Arnaoutis et Scott VanderVeen, ont de leur côté mis en chantier des quadriplaces dérivés du AAA Vision.